# Соляной пруд
Соляные пруды — мелкие искусственные водоёмы, создаваемые с целью производства соли из морской воды или рапы. Морская вода или рапа подаются в водоёмы, после чего вода удаляется посредством естественного испарения, а соль оседает на дне водоёма. Такие водоёмы являются также местом отдыха и кормёжки для многих разновидностей водных птиц, в том числе вымирающих видов. Соляные пруды обычно отделяются дамбами.
В соляных прудах из-за переменных водорослевых концентраций вода может иметь различные яркие цвета — от бледно-зелёного до ярко-красного. Цвет указывает на солёность водоёма. Микроорганизмы изменяют свои оттенки в зависимости от того, насколько велика солёность пруда. При низкой или средней солёности преобладающими являются зелёные морские водоросли. При солёности выше среднего или высокой концентрации водоросли под названием Dunaliella salina вода изменяет цвет к красному. Миллионы крошечных ракообразных Artemia salina создают оранжевый оттенок воды при средней солёности. Бактерии, такие как Stichococcus, также вносят оттенки цвета.
Известные соляные пруды:
- Соляные пруды в заливе Сан-Франциско, США, принадлежат компании Cargill;
- Соляные пруды около Мёртвого моря в Израиле и Иордании;
- Соляные пруды Useless Loop и Onslow в Западной Австралии;
- Соляные пруды к северу от Пудучерри, Индия;
- Соляные пруды Франции (Эг-Морт, Олон-сюр-Мер, Геранд; острова Ре, Нуармутье и Олерон).